# Ломоносов, Сергей Иванович
Сергей Иванович Ломоносов — советский хозяйственный, государственный и политический деятель.

## Биография
Родился в 1905 году. Член ВКП(б).
С 1935 года — на хозяйственной, общественной и политической работе. В 1935—1961 годах — на должностях на Восточно-Сибирской железной дороге, заместитель секретаря Иркутского обкома ВКП(б) по торговле, 1-й секретарь Кировского райкома ВКП(б), председатель Иркутского горисполкома, начальник Иркутского областного управления культуры.
Избирался депутатом Верховного Совета РСФСР 3-го созыва.